# База (Кемеровская область)
База — упразднённый посёлок в Кемеровском районе Кемеровской области. На момент упразднения входил в состав Пригородного сельского поселения. Исключена из учётных данных в 1997 году.

## География
Посёлок располагался у юго-западного края Кемеровского каменного каръера, на расстоянии приблизительно 1,5 км по прямой к юго-западу от посёлка Улус-Мозжуха.

## История
Образован не ранее 1971 года.
В 1974 году передан Звездного сельсовета в состав вновь образованного Пригородного.
Законом Кемеровской области от 08 апреля 1997 года № 6-оз посёлок исключен из учётных данных.

## Население
| 1979 | 1989 |
| ---- | ---- |
| 19   | ↘0   |